# Puncture
Puncture (bra: Código de Honra; prt: Puncture - A Verdade Escondida; lançado sob o título Injustice no Reino Unido) é um filme independente estrelado por Chris Evans, dirigido por Adam Kassen e Mark Kassen. É baseado na história real de Michael David "Mike" Weiss e Paul Danziger, que iniciaram uma ação coletiva contra distribuidores de seringas de hospitais na América, na esperança de proteger enfermeiras de picadas acidentais de seringas. Foi escolhido como um dos filmes de destaque para o Tribeca Film Festival 2011, com estreia em 21 de abril de 2011 na cidade de Nova York.
O filme promove o uso seguro de agulhas em todo o mundo.

## Elenco
- Chris Evans como Atty. Michael David 'Mike' Weiss - Parceiro viciado em drogas
- Mark Kassen como Atty. Paul Danziger - parceiro homem de família
- Marshall Bell como Jeffrey Dancort - inventor de agulhas Safetypoint
- Michael Biehn como Red - amiga de Vicky e ex-funcionária da Thompson Needle
- Vinessa Shaw como Vicky Rogers - Enfermeira com aids
- Jesse L. Martin como Atty. Amigo de Daryl King
- Brett Cullen como Nathaniel Price - Advogado do United Medical group
- Kate Burton como a senadora O'Reilly
- Erinn Allison como Kim Danziger - esposa grávida de Paul
- Roxanna Hope como Sylvia - Secretária Jurídica
- Jennifer Blanc como Stephany - Funcionária da Price
- C. Mark Lanier como ele mesmo - Advogado do Requerente
- Austin Stowell como médico do ER

## Recepção
No Rotten Tomatoes, um agregador de resenhas, relata que 51% dos 41 críticos deram ao filme uma resenha positiva, e a avaliação média foi de 5,6 / 10; o consenso do site diz: "Há uma história convincente no cerne de Puncture, mas os espectadores terão que vasculhar a narrativa estereotipada para encontrá-la." O Metacritic avaliou como 54/100 com base em 17 revisões.
Roger Ebert avaliou com 3/4 estrelas e escreveu que a performance de Evans supera as questões levantadas no filme. Sobre a atuação de Evans, Ebert escreve: "Eletrizante no papel, Evans me lembra outros grandes drogados descontrolados interpretados por Al Pacino e Nicolas Cage. Um filme como este é um lembrete de que o sucesso de bilheteria pode ser injusto e limitado a jovens atores talentosos."